# Elisabeth-Sophien-Koog
Elisabeth-Sophien-Koog es un municipio situado en el distrito de Frisia Septentrional, en el estado federado de Schleswig-Holstein (Alemania), con una población a finales de 2016 de unos 48 habitantes.
Se encuentra ubicado al noroeste del estado, en la península de Nordstrand, a la costa del mar del Norte y cerca de la frontera con Dinamarca.